# Recreation
Recreation (br: Divertimento / pt: Charlot diverte-se) é um filme mudo de curta-metragem estadunidense de 1914, do gênero comédia, produzido por Mack Sennett para os Estúdios Keystone, e dirigido e protagonizado por Charles Chaplin.

## Sinopse
O filme mostra idílios no parque, tema já tratado em filmes anteriores, com suas paqueras, alegrias e caídas no lago, e confusões com um policial e com um marinheiro que havia aparecido no filme The Face on the Bar Room Floor.

## Elenco
- Charles Chaplin .... Vagabundo
- Charles Bennett .... marinheiro no Park Bench (não creditado)